# Chocolat (película de 1988)
Chocolate (título original en francés, Chocolat) es una película francesa, dirigida por Claire Denis y estrenada en 1988. Es la primera película de esta directora tras años de colaboración como asistente principal de directores de gran prestigio como Wim Wenders, Jim Jarmusch y Costa-Gavras.

## Argumento
El título Chocolat viene del significado coloquial usado en el idioma francés de los 1950 "ser engañado", por lo que se refiere a la situación en el Camerún francés de ser "negro" y ser objeto de engaño, ya que hacia el final de la película, el padre de la protagonista France le revela un tema central de la película: le explica lo que es la línea del horizonte. Él le dice que es una línea que está ahí, pero no está allí, y esto es un símbolo de la frontera racial que existe en el país. Esta línea no es algo físico, pero sigue siendo algo que las personas reconocen ampliamente.
La película comienza con una mujer adulta llamada France (nombre que en francés también significa Francia): France Dalens ha vuelto tras 20 años al Camerún ya independizado, ese Camerún que fue colonia francesa en la cual se crio cuando era niña; cuando France está caminando por un camino hacia Douala, mientras marcha hace aventón en un camión conducido por William J. Park , un afroamericano que se ha trasladado a África y se está dirigiendo a Limbe con su hijo. Mientras viajan, deriva en recuerdos la mente de France y así en un prolongado flash back la vemos como una niña en el norte de Camerún francés, donde su padre era un administrador colonial.

El recuerdo trae al tiempo presente los años pasados en los cuales su padre era el comandante colonial francés de una posición en el norte del territorio -más precisamente en Mindif-, allí el padre intenta organizar lo mejor que puede la presencia colonial. Su joven esposa vive incómodamente en la retrasada África, ejerciendo el trabajo de ama de casa, aunque asistida por ProTee (Proteus), un joven africano educado e inteligente que sufre dignamente la situación de su pueblo. France, en aquel entonces de cinco años, es la hija del matrimonio francés y se cría muy cerca de ProTee lo que le permite observar al Camerún con sensibilidad: nota los deseos en una África que vive sus últimos momentos del colonialismo y los consecuentes sutiles cambios en las personas.

El conflicto de la película proviene de la incomodidad creada en France y su madre al intentar dejar atrás los límites establecidos entre ellos y los nativos africanos. Esto se acentúa a través de Luc Segalen, un vagabundo "blanco" occidental que se queda con la familia Dalens después de que la avioneta que le transportaba se estrellara cerca del pueblo de Mindif.

La historia se lleva a cabo a través de los infantiles ojos de France, que muestra su amistad con el "criado" ProTee, así como la tensión sexual entre este y la joven y hermosa madre de France llamada Aimée (en francés: amada). La evidente aunque reprimida atracción sexual entre Aimée y ProTee se hace notoria y se traduce en una lucha entre Luc y ProTee, que por lo tanto pierde su trabajo en la casa y se traslada a trabajar al aire libre en el garaje como mecánico.

Quizás lo más interesante de este filme -aparte de una muy buena dirección caracterizada por su sobriedad e intimismo, y de las logradas actuaciones- sea el "clima" emotivo basado en silencios llenos de tensiones contrapuestas a las obligadas formalidades de las relaciones humanas. Esta película tiene entre sus méritos y cualidades la gran sobriedad formal así como la ausencia de efectismos y de "melodramatismos".

## Reparto
- Giulia Boschi: Aimée Dalens
- Isaach de Bankolé: Proteus (ProTee)
- François Cluzet: Comandante Dalens
- Cécile Ducasse: France (niña)
- Mireille Perrier: France (adulta)
- Jacques Denis: Joseph Delpich
- Didier Flamand: Capitán Védrine
- Laurent Arnal: André Machinard
- Jean-Claude Adelin: Luc Segalen
- Emmet Judson Williamson: William J. Park
- Jean Bededieb
- Jean-Quentin Châtelain
- Emmanuel Chaulet

## Nominaciones
- 1988 Palma de oro en el Festival Internacional de Cine de Cannes
- 1989 Premio César a la mejor ópera prima.